# Åsa Wikforss
Åsa Wikforss (ur. 25 lipca 1961) – szwedzka filozof i pisarka. 

## Biografia
W 1996 roku obroniła pracę doktorską pod tytułem "Linguistic Freedom: An Essay on Meaning and Rules" na Uniwersytecie Columbia. W 2002 roku została docentem na Uniwersytecie Sztokholmskim, będąc pierwszym docentem w dziedzinie filozofii teoretycznej w Szwecji. Od 2008 roku jest profesorem filozofii teoretycznej na tej samej uczelni.  
Jej badania naukowe skupiają się na naturze wiedzy, a także na języku i myśli. Wielokrotnie popularyzowała filozofię na łamach szwedzkich mediów, m.in. w Szwedzkim Radiu.
W 2018 roku została członkiem Królewskiej Szwedzkiej Akademii Nauk.
10 maja 2019 roku ogłoszono, że została wybrana do Akademii Szwedzkiej, gdzie zajmie fotel nr 7.